# Christine Herrmann
Christine Herrmann (* 17. Mai 1988 in Remscheid) ist eine deutsche Handballspielerin.

## Leben und Karriere
Die 1,75 m große Torhüterin begann das Handballspielen bei der HG Remscheid. Im Jahr 2006 wechselte Herrmann zum TV Beyeröhde. Nachdem Herrmann das erste Jahr in der A-Jugend gespielt hatte, wurde sie in den Bundesligakader der Damenmannschaft aufgenommen. Seit der Saison 2011/12 steht sie beim Drittligisten HSV Solingen-Gräfrath unter Vertrag.